# Rîbnîk, Drohobîci
Rîbnîk (în ucraineană Рибник) este un sat în comuna Maidan din raionul Drohobîci, regiunea Liov, Ucraina.

## Demografie
Componența lingvistică a localității Rîbnîk
     Ucraineană (100%)
Conform recensământului din 2001, toată populația localității Rîbnîk era vorbitoare de ucraineană (100%).